# Nationale Universiteit van Jeonbuk
De Nationale Universiteit van Jeonbuk is een nationale onderzoeksuniversiteit, gevestigd in Jeonju, Zuid-Korea. De Universiteit werd in 1947 als de Nationale Universiteit van Chonbuk opgericht en het is de grootste universiteit van de Jeollabuk-do provincie.
In de QS World University Rankings van 2020 staat de Nationale Universiteit van Jeonbuk wereldwijd op een 571-580ste plaats, waarmee het de 20e Zuid-Koreaanse universiteit op de ranglijst is.